# John Frink
John Frink (* 5. května 1964 Whitesboro) je americký scenárista a producent. Napsal několik epizod amerického animovaného sitcomu Simpsonovi, z nichž mnohé napsal spolu s Donem Paynem. Frink a Payne zahájili svou kariéru v televizním psaní pro krátkotrvající sitcom Hope and Gloria. Svou první epizodu Simpsonovi napsali v roce 2000. Frink na show stále pracuje jako scenárista a vedoucí producent.

## Raný život a kariéra
Frink se narodil v roce 1964 v Whitesboro v New Yorku. Vystudoval Emerson College v Bostonu v Massachusetts. Frink začal svou kariéru jako autor několika situačních komedií společně s Donem Paynem. Oba se setkali v UCLA, kde Frink byl šéfem Mediální laboratoře, v níž Payne pracoval. Payne pro web TheFutonCritic.com řekl: „Oba jsme se snažili psát individuálně, takže jsem jednoho dne řekl: ‚Proč nesdílíme naše zdroje a nepíšeme společně? Uvidíme, co se stane.‘“ V roce 2006 Payne řekl pro Los Angeles Times: „Spojil jsem se s Johnem Frinkem z vysoké školy. Chtěl jsem dělat filmy. Chtěl dělat televizi.“ Pár dosáhl dohody, že se budou věnovat kariéře v médiích, v nichž poprvé dostali pracovní nabídku – ať už jde o film nebo televizi. Nakonec psali pro televizní situační komedie jako Naděje a Gloria (1995–1996) a Brian Benben Show (1998). Tyto situační komedie byly krátkodobé a Payne je považoval za selhání.